# Lautaro López
Lautaro Tomás López (Resistencia, 8 gennaio 1999) è un cestista argentino.

## Palmarès
- Campionato argentino: 1

San Lorenzo: 2016-17